# Кон с ездач прескача препятствие
„Кон с ездач прескача препятствие“ (на немски: Pferd und Reiter Springen über ein Hindernis) е германски късометражен ням филм от 1888 година, режисиран от изобретателя Отомар Аншютц. Това е неговият единствен филм и е заснет в Хановер, Долна Саксония.

## Сюжет
Заглавието на филма всъщност преразказва сюжета. Кон с ездач скача над препятствие.